# Grădina
Grădina é uma comuna romena localizada no distrito de Constanţa, na região de Dobruja. A comuna possui uma área de 71.45 km² e sua população era de 1173 habitantes segundo o censo de 2007.